# Atletiek op de Paralympische Zomerspelen 2024 - Verspringen mannen T63
Het verspringen voor mannen klasse T63 op de Paralympische Zomerspelen 2024 vond plaats van op 31 augustus in het Stade de France. Deze klasse is voor atletes met een prothese vanwege een beenamputatie of een beenlengteverschil. Dit is een gecombineerde klasse met T61 en T42. Wat dan ook de reden is dat er in deze klasse in 2024 een verschillend wereldrecord en paralympisch record zijn behaald.  De winnaar van 2020 was de Zuid-Afrikaan Ntando Mahlangu. Hij werd in 2024 opgevolgd door Joël de Jong uit Nederland, het zilver was voor Daniël Wagner uit Denemarken en de Nederlander Noah Mbuyamba won de bronzen medaille.

## Records
Voorafgaand aan het toernooi waren dit het wereldrecord en het paralympisch record.
| Wereldrecord        | T42 | Indonesië Partin Muhlisin   | 5,67 | Nakhon Ratchasima | 7 december 2023  |
|                     |     |                             |      |                   |                  |
| Wereldrecord        | T61 | Zuid-Afrika Ntando Mahlangu | 7,17 | Tokio             | 28 augustus 2021 |
| Paralympisch record | T61 | Zuid-Afrika Ntando Mahlangu | 7,17 | Tokio             | 28 augustus 2021 |
|                     |     |                             |      |                   |                  |
| Wereldrecord        | T63 | Nederland Joël de Jong      | 7,67 | Leverkusen        | 6 juli 2024      |
| Paralympisch record | T63 | Duitsland Léon Schäfer      | 6,11 | Tokio             | 28 augustus 2021 |

## Uitslag
| Rang   | Atleet                   | Atleet | Kl. | #1   | #2   | #3   | #4   | #5   | #6   | Resultaat | Bijz. |
| ------ | ------------------------ | ------ | --- | ---- | ---- | ---- | ---- | ---- | ---- | --------- | ----- |
| Goud   | Joël de Jong             | NED    | T63 | x    | 7,42 | x    | x    | 7,49 | 7,68 | 7,68      | WR    |
| Zilver | Daniël Wagner            | DEN    | T63 | 7,39 | 7,33 | x    | x    | 7,23 | x    | 7,39      | PB    |
| Brons  | Noah Mbuyamba            | NED    | T63 | x    | 7,01 | x    | x    | 6,53 | 6,65 | 7,01      | PB    |
| 4      | Léon Schäfer             | GER    | T63 | 6,43 | 5,86 | 6,93 | 6,75 | 5,42 | 6,91 | 6,93      |       |
| 5      | Ezra Frech               | USA    | T63 | 6,52 | 6,58 | x    | x    | x    | x    | 6,58      |       |
| 6      | Puseletso Michael Mabote | RSA    | T63 | x    | x    | 6,44 | x    | x    | x    | 6,44      | AR    |
| 7      | Wagner Aatacio           | DOM    | T42 | 3,90 | x    | r    |      |      |      | 3,90      | PR    |